# 刘建国 (1968年)
刘建国（1968年11月—），甘肃天水人，现任中国科学院合肥物质科学研究院院长。

## 生平
1991年毕业于西北师范大学物理专业，先后于1994年和1999年在中国科学院安徽光学精密机械研究所获硕士和博士学位，随后在日本千叶大学和德国马普化学所作访问学者。现任中国科学院合肥物质科学研究院院长，中国科学院环境光学与技术重点实验室主任。

## 学术贡献
主要从事环境污染光学监测新技术研究和光学遥感监测技术研究。主持国家863、国家自然基金等项目多项，发表论文200余篇，获授权专利130多项。研发的系列先进环境监测设备应用于北京奥运、上海世博、广州亚运和北京APEC空气质量保障监测任务，研究成果获国家科技进步二等奖4项、省部级科学技术一等奖6项等奖励。

## 荣誉
2007年获国务院政府特殊津贴，2008年获“科技奥运先进个人”荣誉称号，2011年获第12届“安徽青年科技奖”，2013年入选中组部“万人计划”科技创新领军人才，2021年获安徽省2020年度重大科技成就奖。2021年4月，入选中国工程院院士增选有效候选人名单。

## 社会兼职
中国环境科学学会理事，中国仪器仪表学会科学仪器学术工作委员会委员，中国仪器仪表学会环境与安全检测仪器分会理事，中国光学学会环境光学专业委员会委员，中国气象学会第26届理事会大气成分委员会委员。